# Romualda Franciszka Grzanka
Franciszka Grzanka, w zakonie siostra Romualda, (ur. 11 stycznia 1901 w Jamach, zm. 26 czerwca 1941 w Bojanowie) – polska siostra zakonna ze Zgromadzenia Sióstr Służebniczek Najświętszej Maryi Panny, Służebnica Boża.
Urodziła się, jako Franciszka Grzanka, w zakonie przyjęła imię Romualda.

Pracowała w domu zakonnym w Liskowie, gdzie została aresztowana 19 lutego 1941 roku i osadzona w obozie pracy w Bojanowie.

Zmarła tam 26 czerwca 1941 roku.
Dnia 17 września 2003 roku biskup pelpliński Jan Bernard Szlaga otworzył proces beatyfikacyjny grupy 122 polskich ofiar hitleryzmu. Wśród nich znalazła się siostra Romualda Grzanka.